# Kančil jávský
Kančil jávský, také kančil menší, kančil javánský a kančil zakrslý (Tragulus javanicus), je drobný přežvýkavec z čeledi kančilovitých (Tragulidae) a rodu Tragulus, v němž slouží jako typový taxon. Druh popsal Pehr Osbeck v roce 1765 a dle Mezinárodního svazu ochrany přírody k němu chybí údaje.

## Taxonomie
Kančil jávský je typový druh rodu Tragulus, nese jméno Tragulus javanicus. Systematika a používání tohoto jména je však značně spletitá a při studiu starší literatury může přinášet zmatky. Zatímco dnes označuje výhradně jávské populace, až do roku 1940 bylo jméno T. javanicus používáno pro všechny větší kančily, jméno Moschus kanchil pak pro menší kančily. Od roku 1949 byla tato systematika změněna, a sice tím způsobem, že Tragulus javanicus zahrnoval všechny menší kančily a Moschus/Tragulus napu větší druhy kančilů. Po přezkumu v roce 2004 byly od druhu napu odděleny samostatné druhy Tragulus nigricans a Tragulus versicolor a od T. javanicus byly odděleny samostatné druhy Tragulus kanchil a Tragulus williamsoni. Určitá nejistota ohledně přesných distribučních limitů různých druhů zůstává, není ani zcela jasné, zdali na ostrově Jáva nežije více druhů kančilů.

## Výskyt
Kančil jávský se vyskytuje v jihovýchodní Asii, je endemitem ostrova Jáva, dle některých pozorování byl však spatřen i v NP Bali Barat. Obývá tropické zalesněné oblasti nebo bažiny. Často žije v blízkosti vody nebo kolem skal a dutých stromů. Andries Hoogerwerf v roce 1970 uvedl, že se kančil jávský vyskytuje v celé řadě lokalit od hladiny moře až po vrcholky hor. Přes den dávají přednost níže položeným oblastem s porosty, především bambusu Dinochloa, na večer a noc se stahují do vyšších a sušších oblastí. Žijí až do výšek 1600 m n. m.

## Popis

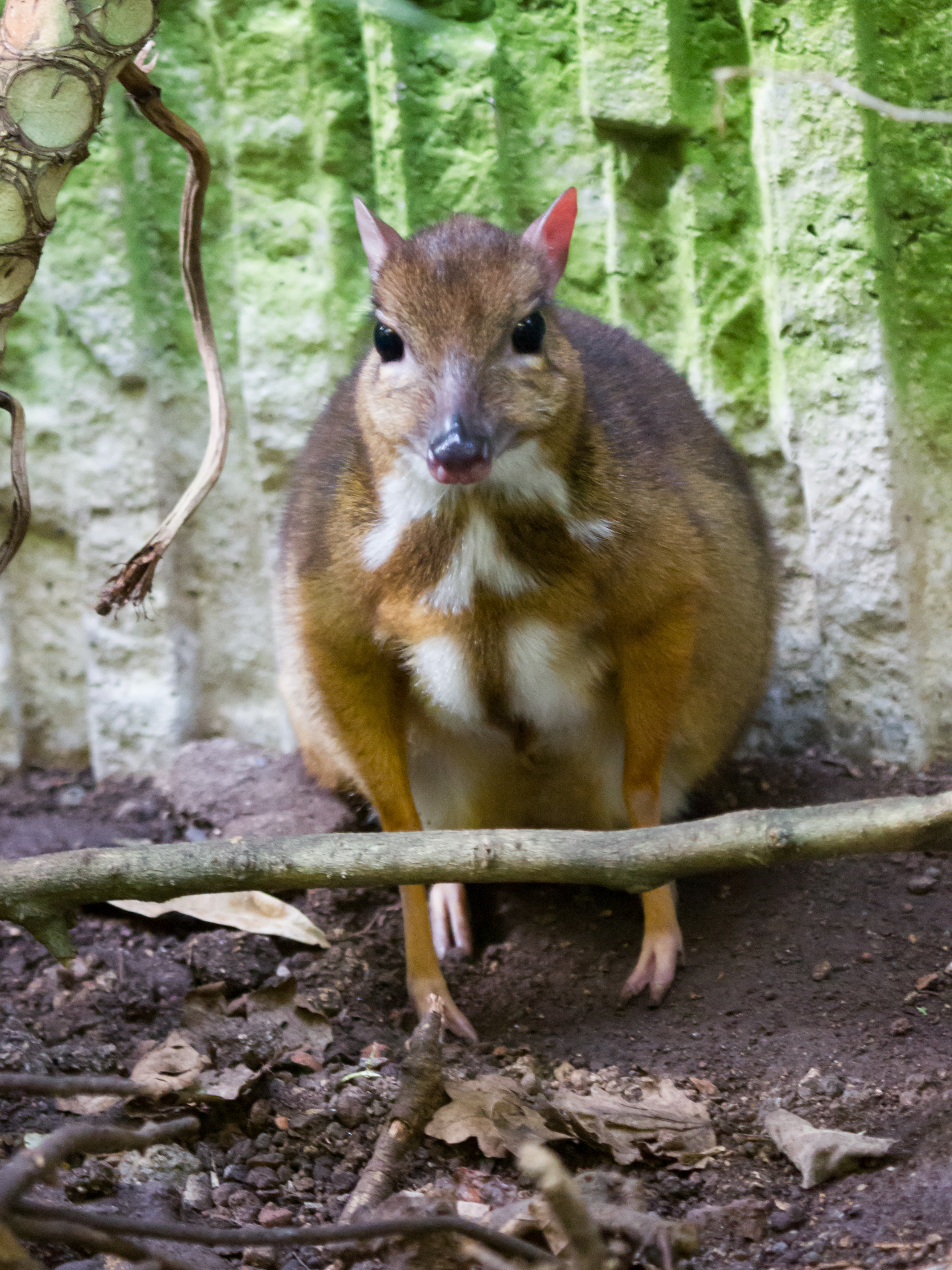
Pohled zepředu

Kančil jávský měří bez ocasu 48 cm, ocas měří přibližně 3 cm. Hmotnost se odhaduje na 1–2 kg. Jde o nejmenšího kopytníka na světě, který dosahuje menších rozměrů než zajíc. Nohy jsou tenké jako tužka, tělo kulaté a hlava trojúhelníkovitá. Samice obvykle dosahuje menších rozměrů než samec, samci navíc místo paroží vlastní tenké a ostré špičáky v horní čelisti, jež vyčnívají z tlamy po stranách; u tohoto druhu je vyvinut pohlavní dimorfismus. Srst má oranžovohnědé zbarvení, na břiše je bílá. Bílé proužky se také někdy mohou vytvářet na krku. Mláďata se podobají dospělcům, mladí samci ale nemají vyvinuté špičáky. Jedná se o přežvýkavce, potravu mu pomáhají trávit mikroorganismy v žaludku.

## Chování
Kančil jávský je noční živočich. Samci jsou teritoriální a značí si teritorium páchnoucími sekrety, které vylučují žlázou u krku. Obyčejně je toto chování doprovázeno močením a kálením. Vzájemné souboje samců probíhají pomocí špičáků. Pokud se kančil cítí ohrožen, prudce kope až 7× za sekundu, čímž vytváří hlasitý zvuk podobný bubnování, při ohrožení se také může ozývat hlasitými výkřiky. Jinak je obvykle tichý a nevydává hlasité zvuky. Kančil jávský se živí rostlinnou potravou, například listy, ovocem nebo pupeny, v zoologických zahradách konzumuje i hmyz. Rozmnožování může probíhat během celého roku, po 144 dnech březosti se samici narodí jedno mládě, které se půl hodiny po porodu dovede postavit na nohy. K odstavení od mateřského mléka dochází po 10–13 týdnech života a pohlavní dospělosti mládě dosahuje během 5–6 měsíců. Dožívá se průměrně 12 let.

## Vztah klidem

### Ohrožení

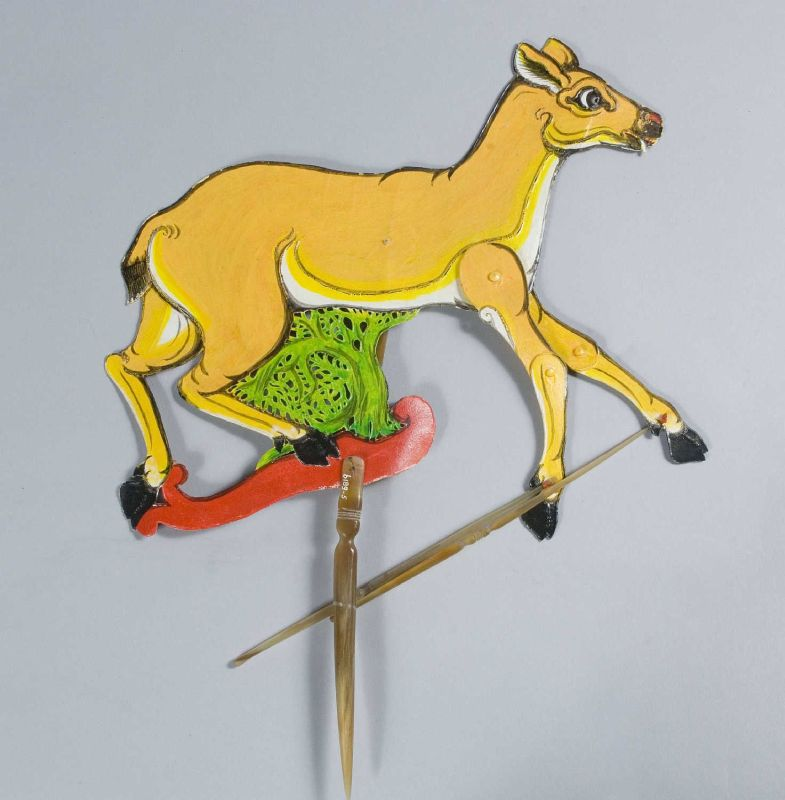
Loutka Mazaného kančila z divadla Wayang

Kančil jávský žije již po staletích v roztříštěných lesních stanovištích následkem vysoké lidské populace na ostrově. Na ostrově je souběžně s tím silně zakořeněn lov ptáků a menších kopytníků, od roku 1997 se navíc po politickém otřesu v Indonésii snížila autorita policie a armády, se současným rozmachem pytláctví. Zvláště zranitelný je kančil v noci, kdy se stáhne ke světelným nástrahám, a lze jej snadno odchytit. Kančilovití se často objevují na trzích jihovýchodní Asie, například v Jakartě a Surabaji, kde tráví život stísnění v malých klecích. Odchycená zvířata jsou prodávána jako domácí mazlíčci nebo pro exotické maso.
Druh je zákonem chráněn od roku 1931 a vyskytuje se v několika chráněných oblastech, jako je Ujung Kulon. Dle Mezinárodního svazu ochrany přírody je veden jako druh, o kterém chybí údaje, částečně i díky nedostatku informací, kolik kančilů se na Jávě vyskytuje; i pokud by zde žil jen kančil jávský, jsou informace omezené.

### Vpopulární kultuře
Kančil jávský vystupuje v dětském příběhu Sang Kancil (Mazaný kančil) jako chytré zvíře, které přelstí mnohem větší a silnější tvory, kteří ho chtějí většinou sežrat.